# 取手市
取手市（日语：／ Toride shi */?）是位於日本茨城縣南端的市。轄內的小堀地區為茨城縣位於利根川右岸的僅有的2個地區之一（另一個為猿島郡五霞町全體）。

## 历史
- 1871年（明治4年）－日本廢藩置縣，本市現時範圍的久賀地區屬新治縣，小貝川以南則屬印旛縣。
- 1873年（明治6年）－同上，編入千葉縣。
- 1875年（明治8年）－同上，編入茨城縣。（同年新治縣被廢除）
- 1885年（明治18年）－重組地區，取手宿和大鹿村合併成取手驛。
- 1889年（明治22年）－實行市町村制，取手驛與台宿村合併成北相馬郡取手町。
- 1947年（昭和22年）－井野村被併入取手町。
- 1955年（昭和30年）－寺原村、稻戶井村、高井村（原同地村亦於同年自守谷町分割，編入取手町）、小文間村被併入取手町。
- 1963年（昭和38年）3月1日－制定町章。
- 1970年（昭和45年）10月1日－實行市制，升格為取手市。
- 1972年（昭和47年）－制定市樹、市花。
- 1975年（昭和50年）－制定「取手市民憲章」。
- 2001年（平成13年）－制定市鳥。
- 2005年（平成17年）3月28日－北相馬郡藤代町被併入取手市。
- 2005年（平成17年）10月1日－更改市樹、市花、市鳥（包含原藤代町的象徵物）。

## 交通

### 鐵道
- 東日本旅客鐵道（JR東日本）常磐線－取手站、藤代站
- 關東鐵道常総線－取手站、西取手站、寺原站、新取手站、稻戶井站、戶頭站

### 巴士
- 關東鐵道－取手營業所、龍崎營業所、筑波中央營業所、水海道營業所
- 大利根交通自動車
- JR巴士關東（通宵巴士班次）
- 文字巴士－市營社區巴士（委託關東鐵道、大利根交通自動車營運）

### 道路
- 一般國道－國道6號、國道294號

### 船
- 小堀輪渡（市營渡船）－小堀渡船場、取手綠地運動公園足球場前、取手交流棧橋

## 行政

### 歴任市長
1. 中村金左衛門（1970年（昭和45年），上任1屆）※1955年（昭和30年）－1970年（昭和45年）連任4屆取手町長
2. 海老原一雄（1970年（昭和45年）－1979年（昭和54年），連任2屆）
3. 菊地勝志郎（1979年（昭和54年）－1995年（平成7年），連任4屆）
4. 大橋幸雄（1995年（平成7年）－2003年（平成15年），連任2屆）
5. 塚本光男（2003年（平成15年）－2007年（平成19年），上任1屆）
6. 藤井信吾（2007年（平成19年）－，現在為第1屆任期）※現任

## 國際交流
- 取手市國際交流協會
- 桂林市（中華人民共和國廣西壯族自治區）
- 尤巴城（美國加利福尼亞州）

## 取手市的教育情况
```
中学校
```

- 取手市立取手第一中学校　http://www3.schoolweb.ne.jp/swas/index.php?id=0820008（页面存档备份，存于）
- 取手市立取手第二中学校　http://www3.schoolweb.ne.jp/swas/index.php?id=0820002（页面存档备份，存于）
- 取手市立永山中学校　http://www3.schoolweb.ne.jp/swas/index.php?id=0820003（页面存档备份，存于）
- 取手市立戸頭中学校　http://www3.schoolweb.ne.jp/swas/index.php?id=0820004（页面存档备份，存于）
- 取手市立藤代中学校　http://www3.schoolweb.ne.jp/swas/index.php?id=0820006（页面存档备份，存于）
- 取手市立藤代南中学校　http://www3.schoolweb.ne.jp/swas/index.php?id=0820007（页面存档备份，存于）
- 江戸川学園取手中学校・高等学校　http://www.e-t.ed.jp/（页面存档备份，存于）
- 聖徳大学附属取手聖徳女子中学校・高等学校　http://www.seitoku.jp/toride（页面存档备份，存于）

```
高等学校
```

- 茨城県立取手第一高等学校　http://www.toride1-h.ibk.ed.jp/（页面存档备份，存于）
- 茨城県立取手第二高等学校　http://www.toride2-h.ibk.ed.jp/（页面存档备份，存于）
- 江戸川学園取手中学校・高等学校　http://www.e-t.ed.jp/（页面存档备份，存于）
- 茨城県立取手松陽高等学校 http://www.torideshoyo-h.ibk.ed.jp/（页面存档备份，存于）
- とりで翔洋学園高等部 成美学園 取手学習センタ- https://seibi.net/sghgroup/toride（页面存档备份，存于）
- 茨城県立藤代高等学校 http://www.fujishiro-h.ibk.ed.jp/（页面存档备份，存于）
- 聖徳大学附属取手聖徳女子中学校・高等学校 http://www.seitoku.jp/toride（页面存档备份，存于）
- 茨城県立藤代紫水高等学校 http://www.fujishiroshisui-h.ibk.ed.jp/（页面存档备份，存于）
- 取手市立藤代南中学校 http://www3.schoolweb.ne.jp/swas/index.php?id=0820007（页面存档备份，存于）

```
大学
```

- 東京藝術大学 取手キャンパス https://www.geidai.ac.jp/access/toride-2（页面存档备份，存于）
- 貞静学園短期大学グラウンド http://www.teisei.ac.jp/（页面存档备份，存于）
- 聖徳大学附属取手聖徳女子中学校・高等学校 http://www.seitoku.jp/toride（页面存档备份，存于）

## 出身於本市的名人
| - 平將門（武將） - 本多重次（三河三奉行） - 酒詰治左衛門（治水） - 廣瀨誠一郎（利根運河開掘人） - 武藤清（建築家）、東京大學教授，獲授文化勲章 - 服部正一郎（畫家） - 高野素十（詩人、醫學博士）－生於原山王村 - 坂口安吾（小説家）－自1938年起住在取手病院2年。 - 木內幸男（高校棒球監督）－取手二高甲子園優勝時の監督 - 松沼博久（職業棒球手）、取手二高OB - 大野久（職棒選手（阪神-大榮-中日））、取手二高OB - 石田文樹（職業棒球手）、取手二高OB - 吉田剛（職業棒球手）、取手二高OB - 野口祥順（職業棒球手）、藤代高OB - 田口昌德（職業棒球手）、藤代紫水高OB - 井坂亮平（職業棒球手）、取手東中、藤代高OB | - 吉田豐（JRA騎師）、藤代中OB - 吉田隼人（JRA騎師）、藤代中OB - 長塚智廣（單車手）、雅典奧運會銀牌得主、取手一高OB - 十文字貴信（單車手）、雅典奧運會銅牌得主、取手一高OB - 井上貴子（女子職業摔角手） 、取手松陽高OG - 小川良成（職業摔角手） - 堂島孝平（音樂家）－生於大阪府，長於取手市、取手松陽高OB - 伊原直子（聲樂家）－居住在取手市 - 豐嶋真千子（聲優） - 西村美月（NHK新潟放送局播音員） - 蛯原哲（日本電視台主播） - 齋藤哲也（TBS主播） - 中村慶子（NHK主播） - 結城里美（NHK主播） - 木內美穗（女優） - 琴吉（大相撲呼出） - 加藤啟子（女棋士） |

## 外部連結
- 取手市網站（页面存档备份，存于）（日語）
- 取手市觀光資料（页面存档备份，存于）（日語）